# Pseudopomyzella flava
Pseudopomyzella flava är en tvåvingeart som beskrevs av Willi Hennig 1969. Pseudopomyzella flava ingår i släktet Pseudopomyzella och familjen Cypselosomatidae. Inga underarter finns listade i Catalogue of Life.